# Solid State Ionics
Solid State Ionics is een internationaal, aan collegiale toetsing onderworpen wetenschappelijk tijdschrift op het gebied van de
fysische chemie en de
fysica van de gecondenseerde materie.
Het is opgericht in 1980 en wordt uitgegeven door Elsevier.